# Companhia Marconi
A Companhia Marconi (em inglês:The Marconi Company) foi uma empresa britânica de telecomunicações e engenharia criada em 1897 e extinta em 2006, tendo passado por inúmeras mudanças, fusões e aquisições durante este período. A empresa foi fundada pelo inventor italiano Guglielmo Marconi, com a designação de The Wireless Telegraph & Signal Company. A companhia foi pioneira nas comunicações por cabo a longa distância, tornando-se uma das companhias de maior sucesso no Reino Unido. Em 1999, a sua divisão de fabrico de defesa, a Marconi Electronic Systems, fundiu-se com a British Aerospace formando a BAE Systems. Em 2006, as dificuldades financeiras levaram à falência do que restava da empresa, sendo esta adquirida pela Ericsson.

## Portugal
Em Portugal, Companhia Portuguesa Rádio Marconi (CPRM) foi fundada em 1925, depois do contrato de concessão assinado em 1922 entre o Governo português e a empresa britânica Marconi’s Wireless Telegraph Company, para o estabelecimento e exploração da telegrafia sem fios a todo o império colonial português. Até 1966, o principal accionista era a empresa britânica. A partir desta data, a grande maioria da companhia passou para as mãos do Estado português. Em 1995, a CPRM foi integrada na Portugal Telecom (PT) com 100% do seu capital e, em 2002, foi incorporada, por fusão na PT.